# Pityromeria longipes
Pityromeria longipes är en kantbräkenväxtart som först beskrevs av Baker., och fick sitt nu gällande namn av Luis Diego Gómez. Pityromeria longipes ingår i släktet Pityromeria och familjen Pteridaceae. Inga underarter finns listade.